# Eleições europeias de 2019 em Aveiro

## Resultados Oficiais
| Partido                 | Partido                        | Votos  | %               | +/-  |
| ----------------------- | ------------------------------ | ------ | --------------- | ---- |
|                         | Partido Socialista             | 6 971  | 26,92 / 100,00  | 3,15 |
|                         | Partido Social Democrata       | 6 083  | 23,49 / 100,00  | -    |
|                         | Bloco de Esquerda              | 3 378  | 13,05 / 100,00  | 6,90 |
|                         | CDS – Partido Popular          | 2 022  | 7,81 / 100,00   | -    |
|                         | Pessoas–Animais–Natureza       | 1 579  | 6,10 / 100,00   | 4,31 |
|                         | Coligação Democrática Unitária | 907    | 3,50 / 100,00   | 4,64 |
|                         | LIVRE                          | 655    | 2,53 / 100,00   | 0,57 |
|                         | Aliança                        | 561    | 2,17 / 100,00   | Novo |
|                         | Nós, Cidadãos!                 | 397    | 1,53 / 100,00   | Novo |
|                         | Basta!                         | 309    | 1,19 / 100,00   | 0,29 |
|                         | Outros (com menos de 1,00%)    | 807    | 3,11 / 100,00   |      |
| Votos Inválidos         | Votos Inválidos                | 2 223  | 8,58 / 100,00   | 0,88 |
| Total                   | Total                          | 25 892 | 100,00 / 100,00 |      |
| Eleitorado/Participação | Eleitorado/Participação        | 70 778 | 36,58 / 100,00  | 2,83 |

## Resultados por Freguesia
Os resultados seguintes referem-se aos partidos que obtiveram mais de 1,00% dos votos:
| Freguesia                                 | %     | %     | %     | %     | %    | %    | %    | %    | %    | %    | Votantes |
| Freguesia                                 | PS    | PSD   | BE    | CDS   | PAN  | CDU  | L    | A    | NC!  | B!   | Votantes |
| ----------------------------------------- | ----- | ----- | ----- | ----- | ---- | ---- | ---- | ---- | ---- | ---- | -------- |
| Aradas                                    | 24,61 | 25,52 | 11,38 | 7,63  | 6,79 | 2,49 | 2,56 | 2,87 | 1,68 | 1,65 | 2 857    |
| Cacia                                     | 31,59 | 21,61 | 13,93 | 5,75  | 5,38 | 3,40 | 1,43 | 1,79 | 1,20 | 1,47 | 2 175    |
| Eixo e Eirol                              | 32,78 | 20,45 | 10,97 | 8,12  | 5,51 | 2,96 | 1,66 | 1,72 | 1,01 | 1,13 | 1 687    |
| Esgueira                                  | 30,74 | 20,60 | 14,44 | 6,18  | 6,13 | 4,52 | 2,00 | 1,56 | 1,69 | 1,32 | 4 093    |
| Glória e Vera Cruz                        | 25,20 | 20,48 | 15,13 | 8,08  | 7,21 | 4,51 | 4,54 | 2,55 | 1,87 | 0,84 | 7 735    |
| Oliveirinha                               | 21,82 | 32,49 | 9,19  | 9,33  | 3,65 | 1,89 | 1,19 | 2,18 | 1,54 | 1,26 | 1 425    |
| Requeixo, Nossa Senhora de Fátima e Nariz | 18,97 | 36,67 | 8,02  | 14,44 | 2,62 | 0,48 | 0,71 | 1,67 | 0,71 | 1,11 | 1 260    |
| Santa Joana                               | 28,34 | 27,45 | 11,94 | 5,99  | 5,64 | 3,03 | 1,40 | 2,14 | 1,32 | 1,17 | 2 572    |
| São Bernardo                              | 23,80 | 23,80 | 12,88 | 10,15 | 6,77 | 2,46 | 1,31 | 2,24 | 1,36 | 1,47 | 1 832    |
| São Jacinto                               | 41,41 | 17,58 | 11,33 | 3,52  | 4,69 | 8,59 | 1,56 | 0,78 | 0,78 | 1,17 | 256      |
| Aveiro                                    | 26,92 | 23,49 | 13,05 | 7,81  | 6,10 | 3,50 | 2,53 | 2,17 | 1,53 | 1,19 | 25 892   |

#### Aradas
| Partido                 | Partido                        | Votos | %               | +/-  |
| ----------------------- | ------------------------------ | ----- | --------------- | ---- |
|                         | Partido Social Democrata       | 729   | 25,52 / 100,00  | -    |
|                         | Partido Socialista             | 703   | 24,61 / 100,00  | 2,13 |
|                         | Bloco de Esquerda              | 325   | 11,38 / 100,00  | 5,44 |
|                         | CDS – Partido Popular          | 218   | 7,63 / 100,00   | -    |
|                         | Pessoas–Animais–Natureza       | 194   | 6,79 / 100,00   | 4,53 |
|                         | Aliança                        | 82    | 2,87 / 100,00   | Novo |
|                         | LIVRE                          | 73    | 2,56 / 100,00   | 0,39 |
|                         | Coligação Democrática Unitária | 71    | 2,49 / 100,00   | 4,02 |
|                         | Nós, Cidadãos!                 | 48    | 1,68 / 100,00   | Novo |
|                         | Basta!                         | 47    | 1,65 / 100,00   | 0,97 |
|                         | Iniciativa Liberal             | 45    | 1,58 / 100,00   | Novo |
|                         | Outros (com menos de 1,00%)    | 58    | 2,05 / 100,00   |      |
| Votos Inválidos         | Votos Inválidos                | 264   | 9,25 / 100,00   | 0,90 |
| Total                   | Total                          | 2 857 | 100,00 / 100,00 |      |
| Eleitorado/Participação | Eleitorado/Participação        | 8 396 | 34,03 / 100,00  | 3,45 |

#### Cacia
| Partido                 | Partido                         | Votos | %               | +/-  |
| ----------------------- | ------------------------------- | ----- | --------------- | ---- |
|                         | Partido Socialista              | 687   | 31,59 / 100,00  | 3,90 |
|                         | Partido Social Democrata        | 470   | 21,61 / 100,00  | -    |
|                         | Bloco de Esquerda               | 303   | 13,93 / 100,00  | 8,30 |
|                         | CDS – Partido Popular           | 125   | 5,75 / 100,00   | -    |
|                         | Pessoas–Animais–Natureza        | 117   | 5,38 / 100,00   | 4,24 |
|                         | Coligação Democrática Unitária  | 74    | 3,40 / 100,00   | 5,21 |
|                         | Aliança                         | 39    | 1,79 / 100,00   | Novo |
|                         | Basta!                          | 32    | 1,47 / 100,00   | 0,43 |
|                         | LIVRE                           | 31    | 1,43 / 100,00   | 0,70 |
|                         | Partido Democrático Republicano | 28    | 1,29 / 100,00   | Novo |
|                         | Nós, Cidadãos!                  | 26    | 1,20 / 100,00   | Novo |
|                         | Outros (com menos de 1,00%)     | 51    | 2,34 / 100,00   |      |
| Votos Inválidos         | Votos Inválidos                 | 192   | 8,72 / 100,00   | 2,81 |
| Total                   | Total                           | 2 175 | 100,00 / 100,00 |      |
| Eleitorado/Participação | Eleitorado/Participação         | 6 174 | 35,23 / 100,00  | 1,93 |

#### Eixo e Eirol
| Partido                 | Partido                        | Votos | %               | +/-  |
| ----------------------- | ------------------------------ | ----- | --------------- | ---- |
|                         | Partido Socialista             | 553   | 32,78 / 100,00  | 7,06 |
|                         | Partido Social Democrata       | 345   | 20,45 / 100,00  | -    |
|                         | Bloco de Esquerda              | 185   | 10,97 / 100,00  | 5,11 |
|                         | CDS – Partido Popular          | 137   | 8,12 / 100,00   | -    |
|                         | Pessoas–Animais–Natureza       | 93    | 5,51 / 100,00   | 4,13 |
|                         | Coligação Democrática Unitária | 50    | 2,96 / 100,00   | 4,22 |
|                         | Aliança                        | 29    | 1,72 / 100,00   | Novo |
|                         | LIVRE                          | 28    | 1,66 / 100,00   | 0,79 |
|                         | Basta!                         | 19    | 1,13 / 100,00   | 0,41 |
|                         | Nós, Cidadãos!                 | 17    | 1,01 / 100,00   | Novo |
|                         | Iniciativa Liberal             | 17    | 1,01 / 100,00   | Novo |
|                         | Outros (com menos de 1,00%)    | 36    | 2,13 / 100,00   |      |
| Votos Inválidos         | Votos Inválidos                | 178   | 10,55 / 100,00  | 0,80 |
| Total                   | Total                          | 1 687 | 100,00 / 100,00 |      |
| Eleitorado/Participação | Eleitorado/Participação        | 5 510 | 30,62 / 100,00  | 0,34 |

#### Esgueira
| Partido                 | Partido                        | Votos  | %               | +/-  |
| ----------------------- | ------------------------------ | ------ | --------------- | ---- |
|                         | Partido Socialista             | 1 258  | 30,74 / 100,00  | 3,36 |
|                         | Partido Social Democrata       | 843    | 20,60 / 100,00  | -    |
|                         | Bloco de Esquerda              | 591    | 14,44 / 100,00  | 7,50 |
|                         | CDS – Partido Popular          | 253    | 6,18 / 100,00   | -    |
|                         | Pessoas–Animais–Natureza       | 251    | 6,13 / 100,00   | 4,31 |
|                         | Coligação Democrática Unitária | 185    | 4,52 / 100,00   | 5,59 |
|                         | LIVRE                          | 82     | 2,00 / 100,00   | 1,04 |
|                         | Nós, Cidadãos!                 | 69     | 1,69 / 100,00   | Novo |
|                         | Aliança                        | 64     | 1,56 / 100,00   | Novo |
|                         | Basta!                         | 54     | 1,32 / 100,00   | 0,53 |
|                         | Iniciativa Liberal             | 42     | 1,03 / 100,00   | Novo |
|                         | Outros (com menos de 1,00%)    | 96     | 2,34 / 100,00   |      |
| Votos Inválidos         | Votos Inválidos                | 305    | 7,45 / 100,00   | 0,89 |
| Total                   | Total                          | 4 093  | 100,00 / 100,00 |      |
| Eleitorado/Participação | Eleitorado/Participação        | 11 892 | 34,42 / 100,00  | 1,60 |

#### Glória e Vera Cruz
| Partido                 | Partido                        | Votos  | %               | +/-  |
| ----------------------- | ------------------------------ | ------ | --------------- | ---- |
|                         | Partido Socialista             | 1 949  | 25,20 / 100,00  | 1,54 |
|                         | Partido Social Democrata       | 1 584  | 20,48 / 100,00  | -    |
|                         | Bloco de Esquerda              | 1 170  | 15,13 / 100,00  | 7,88 |
|                         | CDS – Partido Popular          | 625    | 8,08 / 100,00   | -    |
|                         | Pessoas–Animais–Natureza       | 558    | 7,21 / 100,00   | 5,53 |
|                         | LIVRE                          | 351    | 4,54 / 100,00   | 0,30 |
|                         | Coligação Democrática Unitária | 349    | 4,51 / 100,00   | 6,06 |
|                         | Aliança                        | 197    | 2,55 / 100,00   | Novo |
|                         | Nós, Cidadãos!                 | 145    | 1,87 / 100,00   | Novo |
|                         | Iniciativa Liberal             | 94     | 1,22 / 100,00   | Novo |
|                         | Outros (com menos de 1,00%)    | 191    | 2,46 / 100,00   |      |
| Votos Inválidos         | Votos Inválidos                | 522    | 6,75 / 100,00   | 1,64 |
| Total                   | Total                          | 7 735  | 100,00 / 100,00 |      |
| Eleitorado/Participação | Eleitorado/Participação        | 18 031 | 42,90 / 100,00  | 5,13 |

#### Oliveirinha
| Partido                 | Partido                        | Votos | %               | +/-  |
| ----------------------- | ------------------------------ | ----- | --------------- | ---- |
|                         | Partido Social Democrata       | 463   | 32,49 / 100,00  | -    |
|                         | Partido Socialista             | 311   | 21,82 / 100,00  | 4,28 |
|                         | CDS – Partido Popular          | 133   | 9,33 / 100,00   | -    |
|                         | Bloco de Esquerda              | 131   | 9,19 / 100,00   | 4,79 |
|                         | Pessoas–Animais–Natureza       | 52    | 3,65 / 100,00   | 1,64 |
|                         | Aliança                        | 31    | 2,18 / 100,00   | Novo |
|                         | Coligação Democrática Unitária | 27    | 1,89 / 100,00   | 3,31 |
|                         | Nós, Cidadãos!                 | 22    | 1,54 / 100,00   | Novo |
|                         | Basta!                         | 18    | 1,26 / 100,00   | 0,29 |
|                         | LIVRE                          | 17    | 1,19 / 100,00   | 0,30 |
|                         | Outros (com menos de 1,00%)    | 41    | 2,88 / 100,00   |      |
| Votos Inválidos         | Votos Inválidos                | 179   | 12,56 / 100,00  | 1,51 |
| Total                   | Total                          | 1 425 | 100,00 / 100,00 |      |
| Eleitorado/Participação | Eleitorado/Participação        | 4 188 | 34,03 / 100,00  | 3,81 |

#### Requeixo, Nossa Senhora de Fátima e Nariz
| Partido                 | Partido                     | Votos | %               | +/-  |
| ----------------------- | --------------------------- | ----- | --------------- | ---- |
|                         | Partido Social Democrata    | 462   | 36,67 / 100,00  | -    |
|                         | Partido Socialista          | 239   | 18,97 / 100,00  | 4,47 |
|                         | CDS – Partido Popular       | 182   | 14,44 / 100,00  | -    |
|                         | Bloco de Esquerda           | 101   | 8,02 / 100,00   | 4,19 |
|                         | Pessoas–Animais–Natureza    | 33    | 2,62 / 100,00   | 1,57 |
|                         | Aliança                     | 21    | 1,67 / 100,00   | Novo |
|                         | Basta!                      | 14    | 1,11 / 100,00   | 0,51 |
|                         | Outros (com menos de 1,00%) | 60    | 4,76 / 100,00   |      |
| Votos Inválidos         | Votos Inválidos             | 148   | 11,74 / 100,00  | 2,20 |
| Total                   | Total                       | 1 260 | 100,00 / 100,00 |      |
| Eleitorado/Participação | Eleitorado/Participação     | 4 013 | 31,40 / 100,00  | 0,22 |

#### Santa Joana
| Partido                 | Partido                        | Votos | %               | +/-  |
| ----------------------- | ------------------------------ | ----- | --------------- | ---- |
|                         | Partido Socialista             | 729   | 28,34 / 100,00  | 4,94 |
|                         | Partido Social Democrata       | 706   | 27,45 / 100,00  | -    |
|                         | Bloco de Esquerda              | 307   | 11,94 / 100,00  | 6,02 |
|                         | CDS – Partido Popular          | 154   | 5,99 / 100,00   | -    |
|                         | Pessoas–Animais–Natureza       | 145   | 5,64 / 100,00   | 3,37 |
|                         | Coligação Democrática Unitária | 78    | 3,03 / 100,00   | 3,36 |
|                         | Aliança                        | 55    | 2,14 / 100,00   | Novo |
|                         | LIVRE                          | 36    | 1,40 / 100,00   | 0,40 |
|                         | Nós, Cidadãos!                 | 34    | 1,32 / 100,00   | Novo |
|                         | Basta!                         | 30    | 1,17 / 100,00   | 0,20 |
|                         | Outros (com menos de 1,00%)    | 76    | 2,95 / 100,00   |      |
| Votos Inválidos         | Votos Inválidos                | 222   | 8,63 / 100,00   | 1,29 |
| Total                   | Total                          | 2 572 | 100,00 / 100,00 |      |
| Eleitorado/Participação | Eleitorado/Participação        | 7 215 | 35,65 / 100,00  | 1,42 |

#### São Bernardo
| Partido                 | Partido                        | Votos | %               | +/-  |
| ----------------------- | ------------------------------ | ----- | --------------- | ---- |
|                         | Partido Socialista             | 436   | 23,80 / 100,00  | 3,24 |
|                         | Partido Social Democrata       | 436   | 23,80 / 100,00  | -    |
|                         | Bloco de Esquerda              | 236   | 12,88 / 100,00  | 7,53 |
|                         | CDS – Partido Popular          | 186   | 10,15 / 100,00  | -    |
|                         | Pessoas–Animais–Natureza       | 124   | 6,77 / 100,00   | 4,34 |
|                         | Coligação Democrática Unitária | 45    | 2,46 / 100,00   | 4,17 |
|                         | Aliança                        | 41    | 2,24 / 100,00   | Novo |
|                         | Basta!                         | 27    | 1,47 / 100,00   | 0,49 |
|                         | Nós, Cidadãos!                 | 25    | 1,36 / 100,00   | Novo |
|                         | LIVRE                          | 24    | 1,31 / 100,00   | 1,85 |
|                         | Outros (com menos de 1,00%)    | 54    | 2,96 / 100,00   |      |
| Votos Inválidos         | Votos Inválidos                | 198   | 10,80 / 100,00  | 0,82 |
| Total                   | Total                          | 1 832 | 100,00 / 100,00 |      |
| Eleitorado/Participação | Eleitorado/Participação        | 4 505 | 40,67 / 100,00  | 3,58 |

#### São Jacinto
| Partido                 | Partido                        | Votos | %               | +/-  |
| ----------------------- | ------------------------------ | ----- | --------------- | ---- |
|                         | Partido Socialista             | 106   | 41,41 / 100,00  | 4,04 |
|                         | Partido Social Democrata       | 45    | 17,58 / 100,00  | -    |
|                         | Bloco de Esquerda              | 29    | 11,33 / 100,00  | 7,92 |
|                         | Coligação Democrática Unitária | 22    | 8,59 / 100,00   | 1,39 |
|                         | Pessoas–Animais–Natureza       | 12    | 4,69 / 100,00   | 2,80 |
|                         | CDS – Partido Popular          | 9     | 3,52 / 100,00   | -    |
|                         | LIVRE                          | 4     | 1,56 / 100,00   | 1,09 |
|                         | Basta!                         | 3     | 1,17 / 100,00   | 0,72 |
|                         | Outros (com menos de 1,00%)    | 11    | 4,30 / 100,00   |      |
| Votos Inválidos         | Votos Inválidos                | 15    | 5,86 / 100,00   | 1,69 |
| Total                   | Total                          | 256   | 100,00 / 100,00 |      |
| Eleitorado/Participação | Eleitorado/Participação        | 854   | 29,98 / 100,00  | 1,80 |